# Skandal andoverski
Skandal andoverski – incydent, który przyczynił się do lepszego traktowania rezydentów przytułków brytyjskich w latach 40. XIX w.

## Opis
W 1834 została uchwalona Ustawa o ubóstwie (Poor Law), której celem było zniechęcenie do korzystania z przytulisk tych bywalców, którzy nie mieli takiej potrzeby. W efekcie warunki w takich miejscach znacznie się pogorszyły. W 1845 w miejscowości Andover (Hampshire) okazało się, że robotnicy z miejscowego przytułku wyjadają chrząstki i szpik z kości rozgniatanych na nawóz. W następstwie tego wydarzenia powołano specjalną komisję, która, odpowiedzialna przed parlamentem, przyczyniła się do poprawy warunków życia w ośrodkach opiekuńczych.